# Wide area file services
Dans l'industrie des télécommunications et de l'informatique, on désigne par Wide Area File Services (WAFS) une technique, utilisée principalement dans les entreprises ayant des succursales distribuées géographiquement, qui permet d'optimiser les accès distants à un serveur de fichiers central au travers d'un réseau étendu (WAN),.

## Position du problème et avantages d'une solution WAFS
Dans les entreprises multi-sites, les succursales sont généralement équipées avec un réseau local (LAN). Celui-ci est relié aux autres sites au moyen d'un réseau étendu WAN. Dans bien des cas, les applications informatiques sont centralisées au niveau du siège et accessibles à distance via le réseau. Il n'en va pas de même pour les services de gestion de fichiers qui sont encore très souvent mis en œuvre au niveau de serveurs locaux (type "Network Attached Storage" ou "NAS" par exemple) disposés au niveau des succursales. Le prix des serveurs a beaucoup chuté ces dernières années et permet d'installer de tels systèmes dans les succursales les plus petites si nécessaire. En revanche, ils engendrent des coûts d'administration importants notamment pour l'exécution des procédures de sauvegarde, et des coûts de maintenance. 
De ce fait, les entreprises cherchent plutôt des solutions leur permettant de centraliser les services de gestion de fichiers sur de gros serveurs au niveau du siège (data center), sans pour autant que cette centralisation conduise à diminuer les performances du réseau pour les utilisateurs (temps d'accès aux ressources) ou à augmenter les besoins en bande passante sur la partie WAN du réseau (les protocoles de gestion de fichiers sont souvent gourmands). La technique WAFS répond à ce besoin. Elle vise à réduire les coûts télécoms (bande passante), les coûts informatiques (moins de serveurs) ainsi que la complexité liée à l’administration du réseau et des serveurs de l'entreprise.  

## Fonctions principales
La liste des fonctions disponibles varie d'un fournisseur à l'autre. En général, elle inclut les fonctions suivantes, non exhaustives:
- Virtualisation des fichiers: Un système placé au niveau de chaque succursale émule les protocoles de gestion de fichiers en réseau comme NFS et CIFS, ce qui permet de donner l'impression à l'utilisateur local qu'il travaille avec le serveur central via le réseau étendu WAN alors qu'en fait il accède à un serveur virtuel sur le réseau local (LAN).
- Mise en cache du stockage: les données les plus fréquemment consultées sont placées dans une Mémoire cache au niveau de chaque succursale, ce qui évite d'avoir à les véhiculer inutilement sur la partie WAN du réseau télécoms entre le siège et les succursales chaque fois qu'un utilisateur souhaite y accéder. La solution met à jour la mémoire cache automatiquement lorsque ces données sont modifiées.
- Compression matérielle en temps réel: les données sont agrégées et compressées afin d'optimiser l'usage de la bande passante sur le segment WAN du réseau.
- Diverses options de gestion de la bande passante, par exemple en fonction de l’heure de la journée, du jour de la semaine etc.

## Forme physique de la solution
Les solutions WAFS peuvent prendre plusieurs formes:
- Boîtier dédié raccordé sur le LAN
- Logiciel intégré dans les postes utilisateurs et dans les serveurs

Certaines fonctions WAFS basiques peuvent également être intégrées dans les équipements de réseau IP comme par exemple les routeurs WAN, les équipements Pare-feu et de Réseau Privé Virtuel (VPN).
Ces systèmes sont typiquement déployés de manière symétrique au niveau du siège (data center) et des succursales. Les systèmes au niveau du siège sont évidemment dimensionnés pour supporter un grand nombre de sites distants et ont une plus grande capacité de traitement.

## Principaux acteurs du marché
Les principaux fournisseurs de solutions WAFS incluent notamment:
- Brocade
- Cisco Systems
- Expand Networks (en)
- Juniper Networks
- Nortel
- Blue Coat (en)
- Packeteer (en)
- Riverbed Technology
- Ipanema Technologies